# 钝头杜鹃
钝头杜鹃（学名：Rhododendron farinosum）为杜鹃花科杜鹃花属下的一个种。

## 扩展阅读
- 維基物種上的相關：钝头杜鹃